# Jevgeņijs Kostigovs
Jevgeņijs Kostigovs (ur. 20 listopada 1996 w Dyneburgu) – łotewski żużlowiec.

## Życiorys
Dwukrotny medalista mistrzostw Europy par: srebrny (Terenzano 2020) oraz brązowy (Ryga 2016), brązowy medalista drużynowych mistrzostw Europy juniorów (Krosno 2017), finalista indywidualnych mistrzostw świata juniorów (2017 – IX miejsce), złoty medalista indywidualnych mistrzostw Łotwy (2018).
W lidze polskiej startuje od 2013, reprezentując SK Lokomotīve Dyneburg.

## Przynależność klubowa
Polska
- SK Lokomotīve Dyneburg (Łotwa, 2013–)